# Салоники (эялет)
Эялет Салоники (осман. ایالت ادرنه‎) — административно-территориальная единица Османской империи. Существовал в 1826—1867 годах. Был выделен из состава эялета Румелия (на нынешних землях Болгарии, Македонии и Греции).

## История
С 1520 года область вокруг Салоник существовала в статусе санджака в составе Румелийского эялета. Поражения в войнах с Францией и Российской империей в начале XIX века привели к новому кризису в Османской империи. Стала понятной потребность в различных реформах ради сохранения подвластных владений и предотвращения раздела между европейскими государствами. Впрочем, лишь в 1826 году после обуздания и ликвидации янычарского корпуса, который использовали консерваторы с целью недопущения реформ, были начаты изменения. В том же году состоялся первый этап административно-территориальной реформы. Вследствие этого из большого эялета Румелия было организовано несколько эялетов, чтобы улучшить управление. Одним из новых эялетов стали Салоники (Селаник).
Эялет Салоники вскоре стал важной транспортной базой для развития торговли и обеспечения войск в европейской части Османской империи. Здесь довольно быстро начали развиваться порты. Салоники был одним из центров текстильного производства. По современным на тот момент стандартам был переоборудован большой порт Салоник. Во времена борьбы с греческим восстанием и войн с Российской империей в 1820-х и 1850-х годах эялет превратился в место сбора войск, быстрого их передвижения землями империи в Болгарии и Фессалии.
В 1867 году в результате реформирования преобразован в вилайет Салоники.

## Структура
Эялет Салоники состоял из 4-х санджаков: Трикала, Салоники, Сироз и Драма.

## Паши эялета
Список губернаторов Салоник:
- Мехмед Хасиб Паша (1839—1840)
- Мехмед Емин Паша (1840)
- Кизирхазарли Омар Паша (1840—1843)
- Ібрагим Паша (1843)
- Гюргу Мехмед Васиф Паша (1843—1845)
- Мехмед Салих Паша (1845—1846), первый срок
- Кара Османзаде Якуб Паша (1846—1847), первый срок
- Деде Мустафа Хифзи Паша (1847—1848)
- Эгрибозлу Абубекр Сами Паша (1848—1849)
- Чихан Сераскира Хасан Реза Паша (1849—1850)
- Кара Османзаде Якуб Паша (1850—1851), второй срок
- Юсуф Сиддик Мехмед Паша (1851—1853)
- Мехмед Салих Паша (1853), второй срок
- Эбубекир Рустем Паша (1853—1854)
- Бошнакзаде Мехмед Решид Паша (1854)
- Арнаут Мажар Осман Паша (1854—1855)
- Сиркатиби Мустафа Нури Паша (1855—1856)
- Ахмед Назир Паша (1856—1857)
- Абди Паша (1857)
- Юзгатти Мехмед Вечихи Паша (1857—1858)
- Татар Мехмед Саид Паша (1858—1859)
- Исмаил Рахми Паша (1859—1860)
- Арнаут Мехмет Акиф Паша (1860—1865)
- Гусейн Гюзну Паша (1865—1866)
- Ахмед Ала Бей (1867)